# زنان در شاهنامه
شاهنامه که به نام کتاب شاهان نیز شناخته می‌شود، منظومه حماسی ایرانی است که فردوسی در قرن دهم میلادی سروده‌است. این شعر تاریخ ایران باستان و پادشاهان، قهرمانان و نبردهای آن را بیان می‌کند. زنان در شاهنامه اغلب به‌عنوان چهره‌های قدرتمند و تأثیرگذاری به تصویر کشیده می‌شوند که نقش‌های مهمی در داستان دارند.
یکی از برجسته‌ترین شخصیت‌های زن شاهنامه تهمینه همسر افراسیاب پادشاه تورانی است. او عاشق یک پهلوان ایرانی به نام رستم می‌شود و از او پسری به نام سهراب به دنیا می‌آورد. تهمینه به عنوان زنی شجاع و وفادار به تصویر کشیده می‌شود که همه چیز را برای مرد مورد علاقه اش به خطر می‌اندازد.
یکی دیگر از شخصیت‌های زن برجسته در شاهنامه، گردآفرید، دختر یک جنگجوی ایرانی است. او یک جنگجوی قدرتمند تورانی را در یک دوئل شکست می‌دهد و به یک قهرمان تبدیل می‌شود. گردآفرید به عنوان یک جنگجوی ماهر و نماد قدرت زن به تصویر کشیده شده‌است.
از دیگر شخصیت‌های زن شاهنامه می‌توان به فرنگیس، همسر پادشاه ایران، خسرو، اشاره کرد که پسرش شیرو را به دنیا آورد. گلنار دختر زیبای یک پادشاه تورانی که عاشق شاهزاده ایرانی به نام بیژن می‌شود. و سودابه که در تلاش برای به دست آوردن قدرت، پادشاه ایران، ویشتاسپا را اغوا می‌کند.
در مجموع، زنان در شاهنامه به‌عنوان شخصیت‌های پیچیده و پویا به تصویر کشیده می‌شوند که نقش‌های مهمی در داستان دارند. آن‌ها به‌عنوان شخصیت‌های با نفوذی که تصمیم‌های مهمی می‌گیرند و به شکل‌دهی مسیر تاریخ کمک می‌کنند، به تصویر کشیده می‌شوند.